# Lapphund
O lapphund[Nota], conhecido também por lapphund sueco, é uma raça cujo surgimento é especulado em 7 000 anos. Sua utilidade primeira era com pastoreio e guarda das renas. Em declínio no século XX, foi na década de 1960 que um programa buscou reavivar a raça, gerando os padrões hoje conhecidos. Apesar do adestramendo e dos cuidados com a pelagem serem considerados difíceis, este cão, que pode atingir od 21 kg, popularizou-se no Reino Unido e na Escandinávia como animal de companhia fiel e ativo.